# Haaška priča
Haaška priča je autobiografsko djelo Zorana Kupreškića u kojem je detaljno opisao svoje doživljaje i zapažanja iz muslimansko-hrvatskog sukoba u Ahmićima te suđenje u Haagu na kojem je potpuno oslobođen optužbi tek pravomoćnom presudom, nakon nepravične prvostupanjske osuđujuće presude na 10 godina zatvora odnosno nakon nevino provedne četiri godine u Haaškom pritvoru zajedno s bratom Mirjanom i rođakom Vlatkom, koji su također bili nepravedno optuženi. 
Knjiga je nastala na osnovi autorovog osobnog dnevnika. Objavio ju je po povratku iz Den Haaga u izdanju Udruge građana Bonus i HKD Napredak. 